# Physoloba insularis
Physoloba insularis là một loài bướm đêm trong họ Geometridae.